# 塔拉西夫卡 (佩列亞斯拉夫-赫梅利尼茨基區)
49°56′45″N 31°46′21″E / 49.94583°N 31.77250°E
塔拉西夫卡（烏克蘭語：Тарасівка）是位於烏克蘭北部的村莊，由基辅州鲍里斯皮尔区的塔尚市鎮負責管轄。該村面積2.77平方公里，海拔高度107米，2001年人口291，人口密度每平方公里105.1人。